# Benitochromis finleyi
Benitochromis finleyi är en fiskart som först beskrevs av Trewavas, 1974.  Benitochromis finleyi ingår i släktet Benitochromis och familjen Cichlidae. IUCN kategoriserar arten globalt som starkt hotad. Inga underarter finns listade.